# モズミヨコエビ
モズミヨコエビは日本の沿岸に生息する小型の甲殻類である。太平洋側では関東以南，日本海側ではほぼ全域でよく見られ、干潟，磯，藻場においてしばしば普通種に数えられる。生息地では緑藻や海草の表面に多産する。Ampithoe validaは19世紀にアメリカ マサチューセッツにて記載された種であり、西太平洋の分布は移入された個体群の可能性がある(Doi, Watanabe & Carlton 2010)。

## 分布
- アメリカ（マサチューセッツ州(Smith 1873)，ニュージャージー州，ニューハンプシャー州(久保島 1989)，ジョージア州(Watling & Maurer 1972)；太平洋岸(Chapman 2007)）。
- 南米（アルゼンチン(Alonso et al. 1995)，ベネズエラ(Martin & Diaz 2003)。
- ヨーロッパ（ポルトガル，オランダ，フランス(Faasse 2015)）。
- アジア 韓国（済州島(Kim & Kim 1987)）。日本（北海道 渡島半島，本州日本海岸，九州，瀬戸内海，四国，茨城県(久保島 1989)，千葉県[1]，神奈川県(桑原 1990)）。
- 分子系統解析の結果、少なくとも南大西洋の個体群は人為移入であり、原産地は北大西洋であると結論づけられた(Harper et al. 2022)。日本の個体群が自然分布か否かについては決着をみていない。

## 生態
- 潮間帯から水深30mの潮下帯まで生息する(Chapman 2007)。
- 生息密度は1平方メートルあたり80～100個体に達する[2]。
- 5 - 9月に抱卵する[3]。抱卵したメスはアオサなど大型藻類の端を折り返すようにして分泌物でつづりあわせて巣を作り、その中で卵を孵し、子育てを行う。
- 好適塩分は4.27～31.76‰，好適水温は18.5～27.5℃[4]。
- 基本的に藻類や付着生物群集の間に棲み込みを行うが、生息基質から追い出された場合などには、腹肢を用いて遊泳することができる。

## 形態
- 体長10-13mm [5]，あるいは17mm[6]。雌雄での差は少ないが、雄間闘争を行うためオスが大型化する傾向がある。
- 体色は鮮緑色あるいは褐色。全身に色素粒をもつ。眼は赤色。
- ヒゲナガヨコエビ科は、第3尾肢先端が鉤状に屈曲する；尾節板の末端に突起を有する、との特徴により、他の分類群から識別される。
- ヒゲナガヨコエビ属は、オスの第1咬脚が亜はさみ状を呈し、底節板は三角形で前方へ張り出す；第5底節板が深い（体軸と直角方向に長い）；第1尾肢柄部の終端に三角形の突出部がない；第2尾肢柄部後縁は通常形で薄く張り出すような突起はない；尾節板の突起が鉤状にならない、との特徴により、他属から識別される。
- 第1触角柄部第1節後縁に棘状剛毛を欠く。第2触角の柄部および鞭部の剛毛は短く、密生しない。大顎髭第3節の剛毛は、中ほどから先端にかけて三角形の薄葉状突起を2列生じ、基部は平滑。第1～4底節板後縁に数本ずつ剛毛を具えるが、第5底節板後縁は剛毛を欠く。各腹側板には溝があり、後縁の角のわずかな切れ込みと接続する。
- オスの第2咬脚は丸太のように長太く発達し、掌縁には台形の突起を具える。

## 分類
Ampithoe mitsukurii (Della-Valle, 1893)とAmpithoe shimizuensis Stephensen, 1944は本種のシノニムとされているが、異論(久保島 1989) もある。

## 産業への影響
- 養殖アオノリへの食害が指摘されている(向井 & 岩本 2002)。